# Walter Fuller

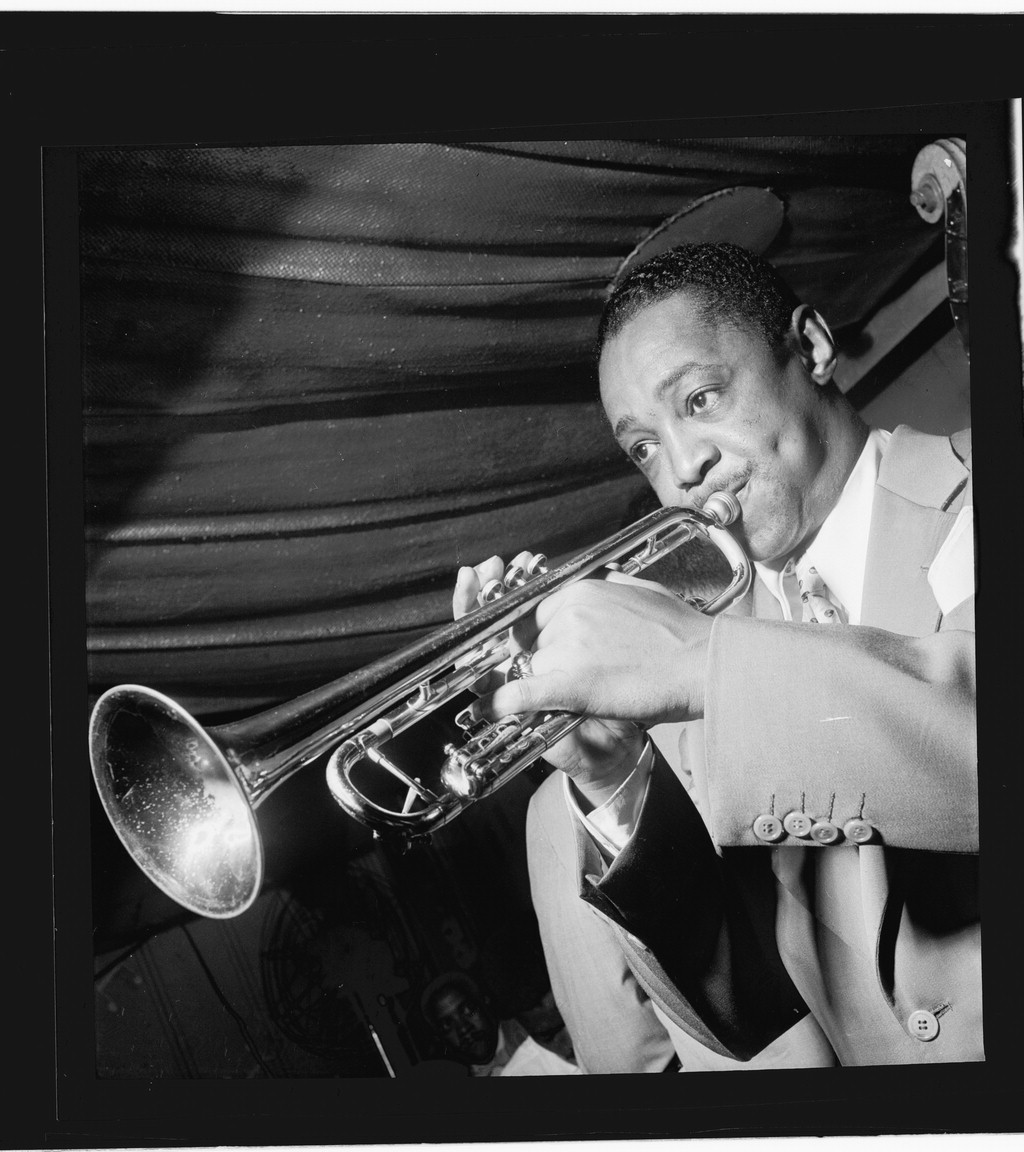
Walter Fuller (um 1947)

Walter Fuller (* 15. April 1910 in Dyersburg, Tennessee; † 20. April 2003 in San Diego) war ein US-amerikanischer Jazzmusiker (Trompete, Gesang).

## Leben und Wirken
Fuller war Sohn eines Zirkusmusikers, der ihm Unterricht auf dem Mellophon gab, bevor er zur Trompete wechselte und – beeinflusst vom Trompetenspiel Louis Armstrongs – als Jugendlicher in Chicago als professioneller Musiker aufzutreten begann. Er spielte bei Medicine Shows, einige Jahre später bei Sammy Stewart, bei dem er bis 1930 blieb. In Chicago arbeitete er bei Irene Eadie and Her Vogue Vagabonds, schließlich ab 1932 als Trompeter bei Earl Hines, in dessen Orchester er auch gelegentlich als Sänger fungierte, wie in „Oh!° You Sweet Thing“ (1932), „Rosetta“ (1933), „We Found Romance“ (1934), „After All (I've Been to You)“ (1939) und „You Can Depend On Me“ (1940). Daneben nahm er mit Jimmy Mundy („Ain’t Misbehavin’“, 1937) und Lionel Hampton auf, ferner spielte er kurz bei Horace Henderson.
Nach seinem Ausscheiden bei Hines 1940 leitete Fuller eine eigene Bigband, mit der er Engagements im  Chicagoer Grand Terrace Ballroom und im Radio Room in Los Angeles hatte. In den späten 1940er-Jahren nahm Fuller u. a. mit dem Saxophonisten Gene Porter in Kalifornien mehrere Plattenseiten wie „Closer to My Heart“ unter eigenem Namen auf, für lokale Label wie Atlas, Kicks und Miltone. Im Bereich des Jazz war er zwischen 1932 und 1948 an 19 Aufnahmesessions beteiligt.   In den Jahren nach 1944 war Fuller vorwiegend in der Musikszene von San Diego aktiv, trat mit eigener Bigband im Club Royal auf und engagierte sich in der dortigen Bürgerrechtsbewegung gegen Rassismus im Musikgeschäft. Ab 1952 war er der erste afroamerikanische Vorsitzende der lokalen Musikergewerkschaft.